# カトレア・コクシネア
カトレア・コクシネア Cattleya coccinea（カトレア・コッキネアとも） はラン科植物の一つで洋ランとして栽培されるものの一つ。かつてはソフロニティス・コクシネア/コッキネア Sophronitis coccinea の名で知られ、カトレア類の交配親としても重視された。この種自身も小型の原種系洋ランの美麗種として人気がある。

## 概要
元々はカトレアとは別属のソフロニティス属とされていたが、近年の分類体系の見直しの中で、この属そのものがカトレア属に吸収された形でこの名に変更されることとなった。しかし、旧名は今でもある程度は流通している。なお、かつて同属にはグランディフロラ S. grandiflora もあり、若干だが色が違うとしてむしろこちらがよく使われた時期もあるが、これはシノニムとしてコクシネアに統合されている。他に S. litaris、S. lowii、S. rossiterana もこの種のシノニムである。
小柄な植物体に比して大柄な花を着け、またその色が鮮やかな朱紅色であることが目を引く。そのため、この種自身が小型洋蘭の原種として栽培の対象になるだけでなく、品種改良においてこの色を生かすため、あるいは小柄な品種を作出するための交配親としても重視された。かつての名でソフロカトレア、ソフロレリオカトレアなど旧名の属名を付されたものの多くはこの種との交配品である。

## 特徴
植物本体は小柄で、草丈は6-9cm程度。匍匐茎を横に伸ばし、少し間を空けてバルブ（偽球茎）をつける。バルブは紡錘形で3-4cmで、先端に一枚の葉をつける。葉は深緑色、長楕円形で厚くて硬い角質、中肋でやや二つ折りになる。
花は秋から冬にかけて、バルブの先端、葉の基部の二つ折りになった部分の隙間から出て1-2輪を生じる。花は径4-6cm、全体に鮮やかな朱赤色で、唇弁にだけ黄色い筋模様がある。花被は平らに開き、外花被（萼片）は狭い楕円形だが側弁が幅広い卵形をしていてその間を覆うように広がるため、花全体としては丸く見える。唇弁は幅狭くて小さく、両端が内側に巻き込んで筒状になる。

## 分布と生育環境
ブラジルに分布し、サンパウロとサントスの海岸近くの標高1000m付近、雲霧林に生育する。半日陰の樹上に着生、あるいは岩上に着生する。

## 利用

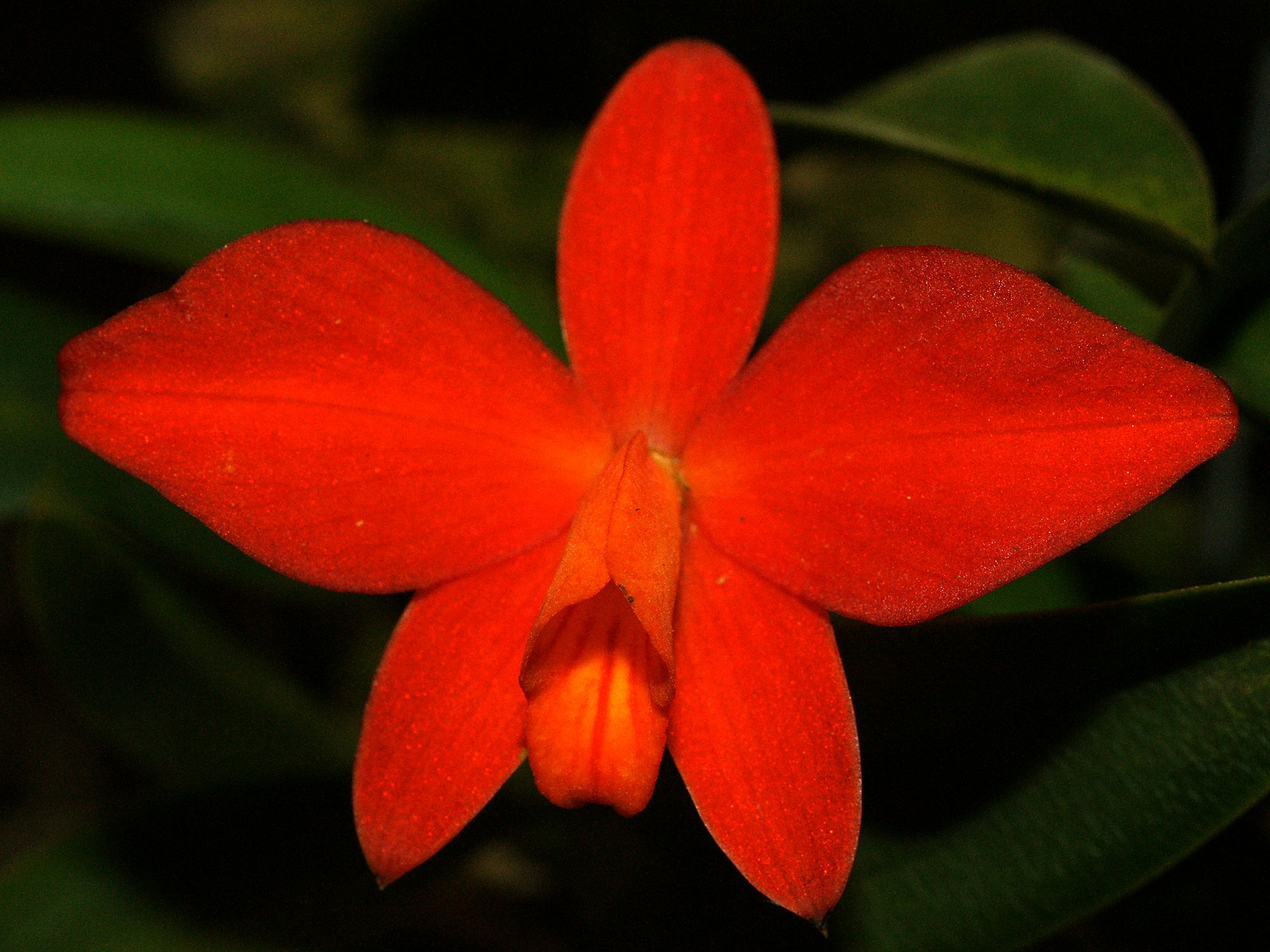
花

小型の美麗種として栽培される。塚本他(1956)では「朱紅色の美花が宝石のごとく（中略）形状整い、極めて可憐なことは数ある洋蘭の中でも希（後略）」と口を極めて褒めそやしている。変異株としては黄花のものがある。
しかし、この種は交配親としても重要である。特にこの種の持つ朱紅色は旧カトレア属や周辺の属には他にあまり見られないものでもあり、色彩の改良をねらって用いられた。実際にこの種を親とする交配品種には鮮紅色や橙色など、他の系統には見られないこの色を受け継いだものが数多くある。それらはソフロカトレアなど、この属の名前の前半を受け継いで命名されたが、現在では所属の変更に応じて改名されている。